# Departamento de Capital (kommun i La Rioja)
Departamento de Capital är en kommun i Argentina.   Den ligger i provinsen La Rioja, i den norra delen av landet, 1 000 km nordväst om huvudstaden Buenos Aires.
Omgivningarna runt Departamento de Capital är i huvudsak ett öppet busklandskap. Runt Departamento de Capital är det glesbefolkat, med 14 invånare per kvadratkilometer.